# 1954 في مصر
فيما يلي قوائم الأحداث التي وقعت خلال عام 1954 في مصر.

## سياسة

### تعيين في المنصب
- 8 مارس – محمد نجيب رئيس الوزراء المصري.

### انتهاء فترة المنصب
- 18 أبريل – محمد نجيب رئيس الوزراء المصري،رئيس مصر.

## ظهور
- 1 يناير – حواء

## أفلام
من الأفلام التي صدرت هذه السنة في مصر:
- 1 يناير – آثار في الرمال
- 1 يناير – أربع بنات وضابط من إخراج أنور وجدي.
- 1 يناير – ارحم دموعي من إخراج هنري بركات.
- 1 يناير – اعترافات زوجة من إخراج حسن الإمام.
- 1 يناير – الآنسة حنفي من إخراج فطين عبد الوهاب.
- 1 يناير – الأستاذ شرف من إخراج كامل التلمساني.
- 1 يناير – الملاك الظالم من إخراج حسن الإمام.
- 1 يناير – الناس مقامات
- 1 يناير – الوحش من إخراج صلاح أبو سيف.
- 1 يناير – إلحقوني بالمأذون من إخراج حلمي رفلة.
- 1 يناير – جنون الحب من إخراج محمد كريم.
- 1 يناير – حدث ذات ليلة من إخراج هنري بركات.
- 1 يناير – حياة أو موت من إخراج كمال الشيخ.
- 1 يناير – خطف مراتي من إخراج حسن الصيفي.
- 1 يناير – دايما معاك من إخراج هنري بركات.
- 1 يناير – شيطان الصحراء من إخراج يوسف شاهين.
- 1 يناير – صراع في الوادي من إخراج يوسف شاهين.
- 1 يناير – موعد مع السعادة من إخراج عز الدين ذو الفقار.
- 14 يناير – المال والبنون
- 1 فبراير – قلوب الناس من إخراج حسن الإمام.
- 15 فبراير – أنا الحب من إخراج هنري بركات.
- 15 فبراير – مغامرات إسماعيل يس من إخراج يوسف معلوف.
- 1 مارس – بنات حواء من إخراج نيازي مصطفى.
- 22 مارس – رسالة غرام من إخراج هنري بركات.
- 31 مايو – عفريتة إسماعيل يس من إخراج حسن الصيفي.
- 12 يونيو – ليلة من عمري
- 25 يوليو – الظلم حرام من إخراج حسن الصيفي.
- 20 سبتمبر – إوعى تفكر
- 11 أكتوبر – الستات مايعرفوش يكدبوا
- 18 أكتوبر – جعلوني مجرما من إخراج عاطف سالم.
- 8 نوفمبر – فتوات الحسينية من إخراج نيازي مصطفى.
- 15 نوفمبر – دلوني يا ناس
- 29 نوفمبر – قرية العشاق من إخراج أحمد ضياء الدين.

## مواليد

### يناير
- 1 يناير – كمال عباس
- 1 يناير – محمود مكي

### فبراير
- 5 فبراير – أسامة خليل لاعب كرة قدم مصري.

### أبريل
- 28 أبريل – عصام العريان سياسي مصري.

### يونيو
- 15 يونيو – نجيب ساويرس

### يوليو
- 5 يوليو – حمدين صباحي صحفي مصري.

### أغسطس
- 17 أغسطس – مختار مختار لاعب كرة قدم مصري.

### أكتوبر
- 10 أكتوبر – محمد منير الكينج.
- 14 أكتوبر – إكرامي الشحات لاعب كرة قدم مصري.
- 30 أكتوبر – محمود الخطيب لاعب كرة قدم مصري سابق و رئيس النادي الأهلي الحالي.

### نوفمبر
- 30 نوفمبر – عادل المأمور لاعب كرة قدم مصري.

## وفيات

### مايو
- 29 مايو – أحمد أمين (مواليد 1886) أديب مصري.